# Museu Arqueològic d'Aidone
El Museu Arqueològic d'Aidone és un museu que guarda objectes des de l'època prehistòrica; es troba a Aidone, a la província d'Enna (Sicília); és al convent dels Caputxins, adjunt a l'església del mateix nom. L'inauguraren al 1984 i conserva les troballes de més de trenta anys d'excavacions a Morgàntia, ordenades seguint criteris cronològics i temàtics.

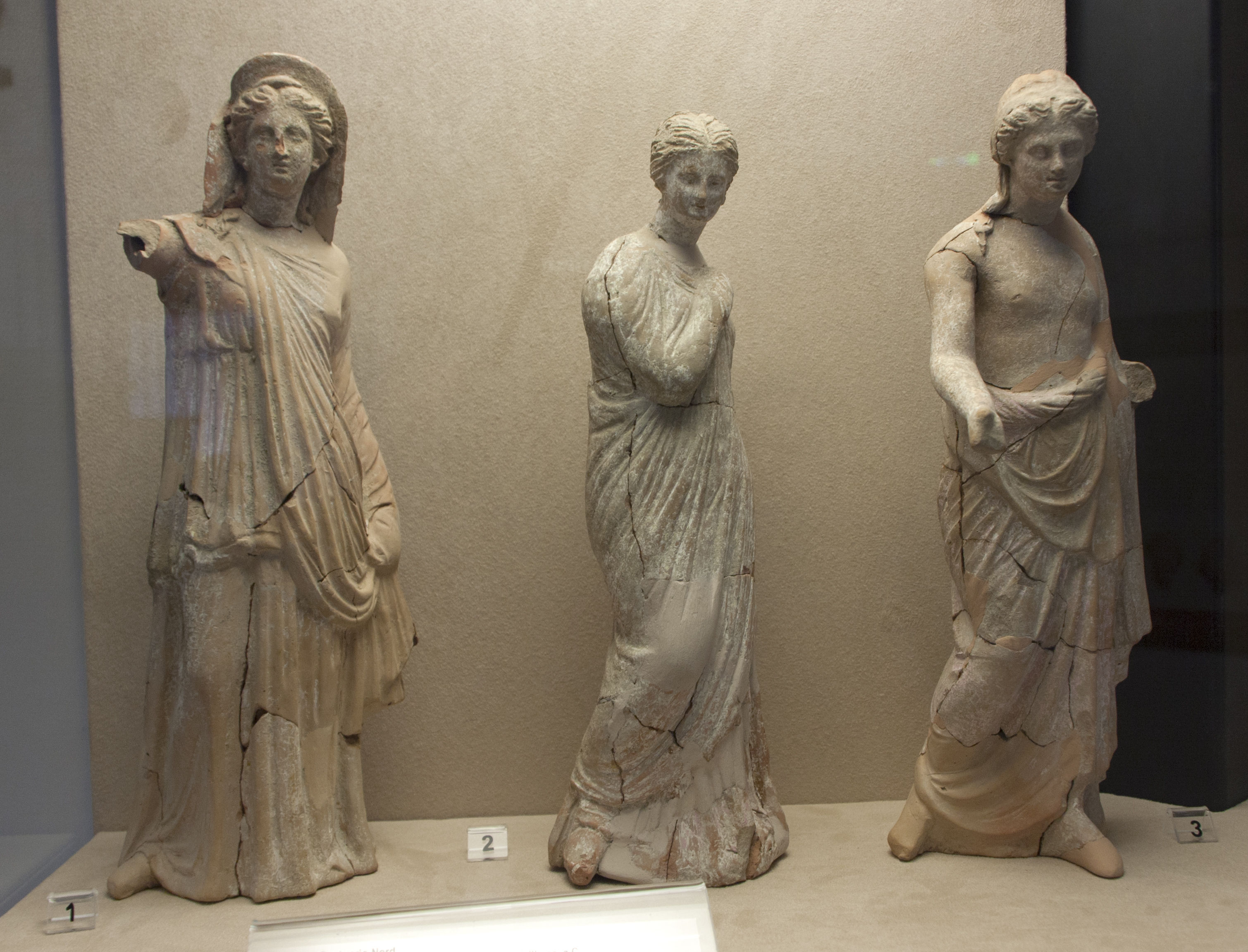
Sèrie d'escultures del Museu Arqueològic d'Aidone

## Obres
Les tres habitacions contenen materials prehistòrics i de la història primerenca de la ciutat: eixos de pedra de basalt polit, petites fusaioles i fragments de ceràmica sense l'ús del torn, amb decoració incisa lineal bàsica. A l'edat de ferro pertany la ceràmica acromàtica carenada vermella i marró, que evidencia la cultura d'Ausoni a Lipari.
Les exposicions pertanyents al període comprés entre el s. IX i V ae, donen testimoniatge de la coexistència de les cultures de sículs i grecs a la ciutat: pitos, tasses, craters, etc. Els objectes de l'era clàssica i hel·lenística, fins a la destrucció de la ciutat (211 aC), són sobretot peces de ceràmica de la necròpoli i els santuaris urbans de Demèter i Persèfone, incloent diversos busts d'aquesta última, a més d'un gran llum en "pintura negra", i un plat de peix, potser de Siracusa.
Una estàtua en pedra calcària, sense cap, segurament de la dea Demèter, que es trobava en el santuari central al 1955, ha proporcionat el material per demostrar que la famosa Afrodita del Museu Paul Getty de Malibú (Estats Units) prové precisament de Morgàntia.
En l'antiga sagristia del convent estan exposats els objectes quotidians d'ús domèstic, agrícola i religiós, que donen una imatge de la vida quotidiana dels habitants de la ciutat (estris de cuina, joguets infantils, bijuteria, eines agrícoles...).

## El retorn de les dees
El museu, a la dècada del 2010, és al centre de fets d'importància històrica. L'estat italià ha obtingut el retorn d'objectes preciosos robats per tombaroli i pel mercat clandestí comprat pels principals museus nord-americans. El 13 de desembre de 2009, dos acròlits (del període arcaic grec), probablement pertanyents a les dees Demèter i Kore, molt venerats en l'antiguitat a la Sicília central, tornaren del Museu de la Universitat de Virgínia. El 5 de desembre de 2010 fou el torn del Museu Metropolità de Nova York: de les setze peces d'argent per a usos rituals i de taula, pertanyent a Eupolemos, segons les inscripcions gravades. Finalment, en la primavera del 2011, hi tornà l'anomenada "Dea de Morgàntia". És una estàtua de gres de tècnica acròlita, probablement de la dea Demèter. Ara s'exhibeix al Museu Arqueològic d'Aidone des del 17 de maig de 2011.

## La Dea de Morgàntia

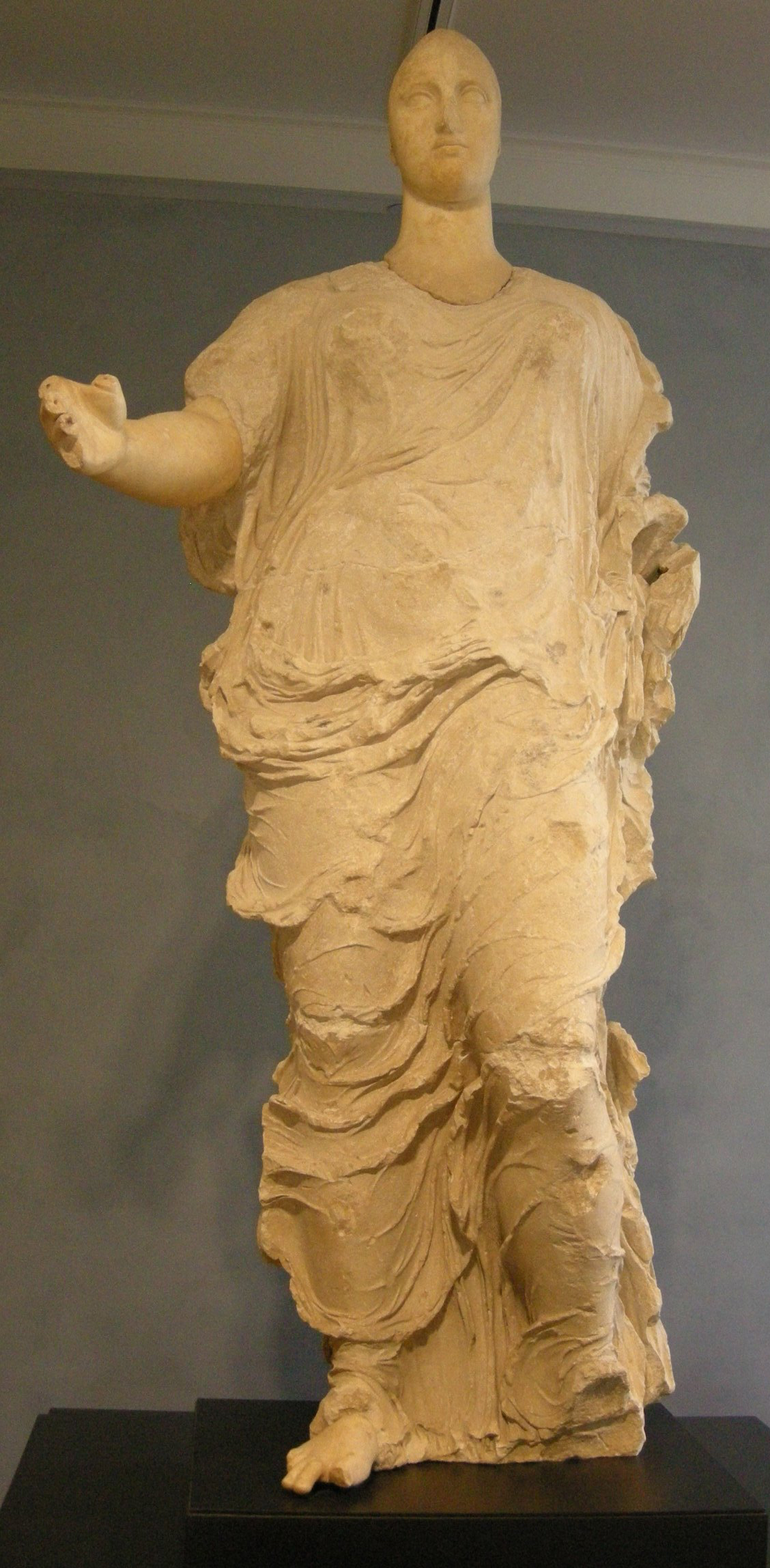
La Dea de Morgàntia

La Dea de Morgàntia és una estàtua provinent del jaciment arqueològic homònim sicilià, a la província d'Enna. La comprà fa anys el Museu Paul Getty de Malibú; després d'un litigi que es perllongà durant anys entre Itàlia i Estats Units, tornà a Aidone el 17 de març del 2011. Ara es pot veure al museu. La Venus de Morgàntia és una estàtua de 2,25 m d'alt, tallada entre 425 ae i 400 ae a Sicília. L'autor seria un deixeble directe de Fídies establert a la Magna Grècia. El material usat per esculpir-la és marbre, usat per a la cara i per a les parts nues del cos, semblant a la mètopa de Selinunt. La dea Persèfone era venerada especialment a Morgàntia al santuari central i en quasi totes les monedes encunyades per la marca local sempre es representa en l'anvers.